# Saint-Narcisse (Film)
Saint-Narcisse ist eine Filmkomödie von Bruce LaBruce, die im September 2020 im Rahmen der Internationalen Filmfestspiele von Venedig ihre Premiere feierte und im November 2021 in die deutschen Kinos kam.

## Handlung
Im Jahr 1972 in Kanada. Der 22-jährige Dominic, ein gut aussehender und narzisstischer junger Mann, der sich am liebsten selbst mit seiner Polaroid-Kamera fotografiert, dachte, seine Mutter Beatrice sei tot. Nach dem Tod seiner Großmutter entdeckt er, dass sie nicht bei der Geburt starb und möglicherweise noch lebt und macht sich auf die Suche nach ihr.
Seine Reise führt ihn zu einer abgelegenen Hütte im Wald, wo seine lesbische Mutter mit einer mysteriösen jungen Frau im Exil lebt. Schließlich erfährt er von der Existenz seines Zwillingsbruders Daniel, der in einem abgelegenen Kloster lebt, das von einem verdorbenen Priester geleitet wird, von dem er erzogen wurde. Dominic versucht ihn aus der Situation zu retten.

## Produktion

### Filmstab, Motive und Einflüsse

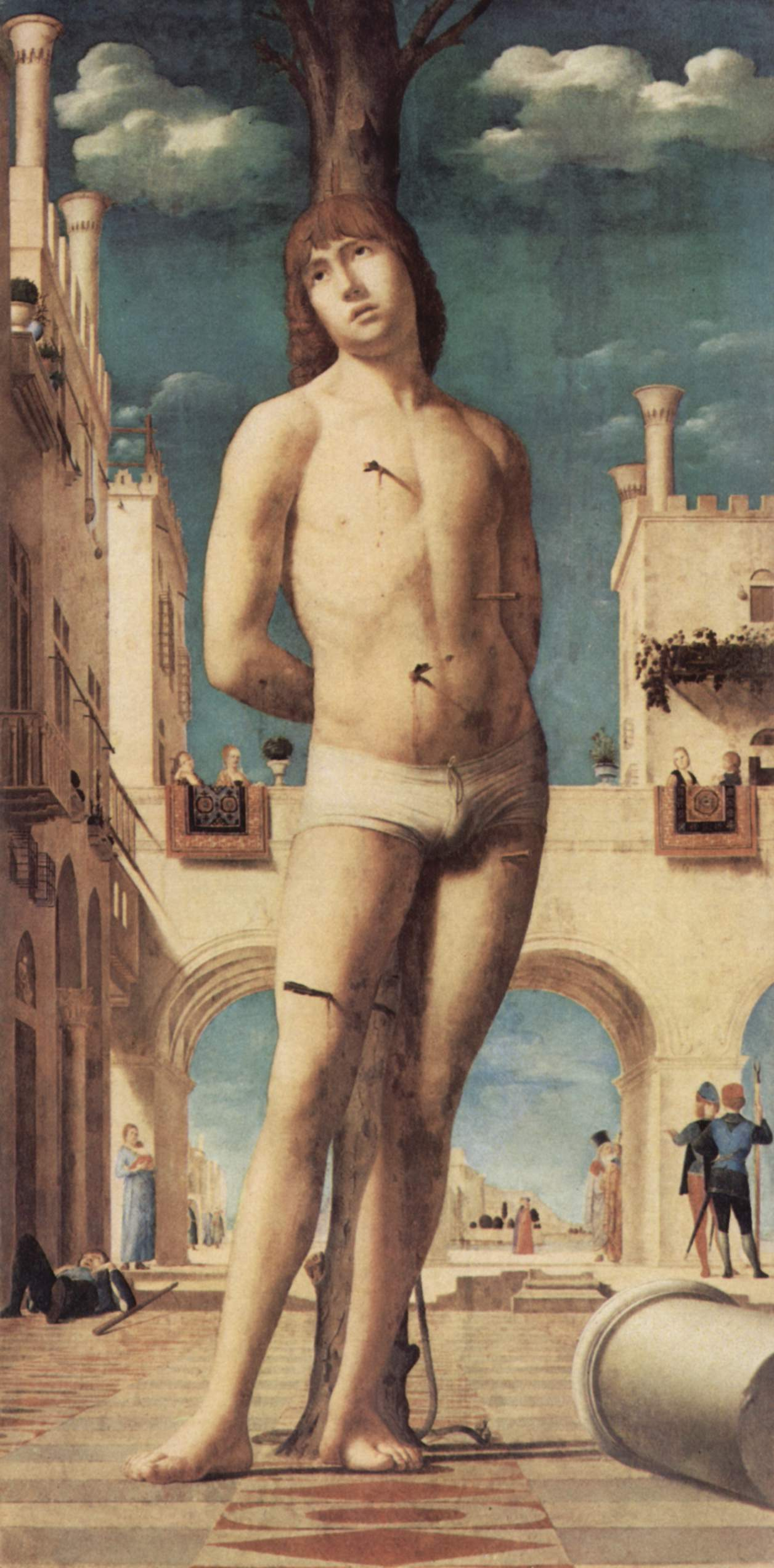
Wie der Heilige Sebastian erleidet Daniel ein Martyrium

Regie führte Bruce LaBruce, der gemeinsam mit Martin Girard auch das Drehbuch schrieb. Der Titel des Films bezieht sich auf Narziss in der griechischen Mythologie der schöne Sohn des Flussgottes Kephissos und der Leiriope, der die Liebe anderer zurückwies und sich in sein eigenes Spiegelbild verliebte. Bereits zu Beginn des 19. Jahrhunderts wurden Phänomene der Selbstliebe und des Autoerotismus mit Bezug auf den Narziss-Mythos beschrieben und gedeutet. Populär wurde der psychologische Terminus Narzissmus, der sowohl eine infantile Entwicklungsphase, ein gesundes Selbstwertgefühl als auch eine psychopathologische Störung bezeichnen kann, durch Sigmund Freud. Auch für LaBruce gibt es einen gesunden Narzissmus, der besonders für homosexuelle Jugendliche, aber auch für alle Mitglieder der LGBTQI-Community im Allgemeinen wichtig sei, die sich selbst zu lieben lernen müssen. Neben diesem Motiv aus der griechischen Mythologie verwebt der Regisseur in seinem Film das Motiv des gelebten religiösen Mystizismus und reichert die Geschichte um das Tabuthema Inzest an. So lässt er Daniel durch den verdorbenen, schwulen Priester Pater Andrew, der vom Heiligen Sebastian besessen ist, dieselben Qualen antut, die dieser Märtyrer erleiden musste.
Von LaBruce, der als einer der wichtigsten Regisseure des New Queer Cinemas gilt, stammen weiterhin eine ganze Reihe kontroverser, subversiver Filme, in denen er künstlerische Techniken des Independentfilms mit der Ästhetik schwuler Pornografie mischt. Diese behandeln oft Ausbrüche aus sexuellen, zwischenmenschlichen und kulturellen Normen. Zu seinen filmischen Einflüssen auf sein Schaffen und insbesondere auf Saint-Narcisse zählt der Regisseur Act of the Heart von Paul Almond, den er im Alter von 12 oder 13 Jahren gesehen hatte. Darin spielt Donald Sutherland einen Priester, der mit einem Mädchen vom Land Sex auf dem Altar der Kirche hat. Besonders das Ende des Films, als diese sich mit Benzin übergießt und anzündet, habe als Kind bei ihm einen großen Eindruck hinterlassen. Auch allgemein hätten die Québecer Filme aus den 1970er-Jahren nicht selten von diesen dunklen Geheimnissen der Vergangenheit gehandelt und mit Tabus zu tun gehabt, wie Inzest oder eine Vergewaltigung durch einen Verwandten oder durch ein Mitglied der Kirche.

### Besetzung und Dreharbeiten
Der kanadische Filmschauspieler Félix-Antoine Duval spielt in einer Doppelrolle die Zwillinge Dominic und Daniel, Alexandra Petrachuck spielt Irene und Agathe. In weiteren Rollen sind Tania Kontoyanni als Dominics und Daniels Mutter Beatrice und Andreas Apergis als Father Andrew zu sehen.
Als Kameramann fungierte Michel LaVeaux, der in seiner langjährigen Karriere unter anderem mit Claude Jutra, Michel Brault und Francis Mankiewicz zusammengearbeitet hat und mit dem der Regisseur daher den Film, wie von ihm geplant, ohne Probleme der Ästhetik der 1970er Jahre entsprechend drehen konnte. Der Arbeitstitel für Saint-Narcisse war Twincest, der die englischen Begriffe für Zwilling („Twin“) und Inzest („Incest“) vereint.

### Filmrechte und Veröffentlichung
Best Friend Forever sicherten sich die internationalen Rechte am Film. Eine erste Vorstellung erfolgte am 12. September 2020 bei den Internationalen Filmfestspiele von Venedig als Abschlussfilm der Reihe Giornate degli Autori, den Venice Days. Ende September, Anfang Oktober 2020 wurde er beim Vancouver International Film Festival gezeigt. Im Oktober 2020 wurde er beim Sitges Film Festival in der Sektion Noves Visions und beim Festival du nouveau cinéma vorgestellt und im April 2021 beim Golden Horse Film Festival gezeigt. Im Juli 2021 wurde er beim Filmfest München vorgestellt, im November 2021 beim New Zealand International Film Festival. Der Kinostart in Deutschland erfolgte am 25. November 2021. Im Juli 2022 wird er beim Revolution Perth International Film Festival gezeigt.

## Rezeption

### Altersfreigabe und Kritiken
In Deutschland wurde der Film von der FSK ab 16 Jahren freigegeben. In der Freigabebegründung heißt es, in dem Film, der Themen wie Liebe, Selbstfindung, Homosexualität, inzestuöses Verlangen als Fantasie und sexuelle Belästigung behandelt, gebe es mehrere sexuelle Szenen, die jedoch zurückhaltend inszeniert und nie explizit seien.
Von den bei Rotten Tomatoes aufgeführten Kritiken sind 96 % positiv bei einer durchschnittlichen Bewertung mit 6,6 der möglichen 10 Punkte.
Boyd van Hoeij von The Hollywood Reporter schreibt, besonders die atemberaubende Eröffnungssequenz sei von Kameramann Michel LaVeaux und Produktionsdesigner Alex Hercule Desjardins mit einem großen Auge für Details und Atmosphäre geschmückt worden, und obwohl der Film vollständig im Jahr 1972 spielt, zerstöre die Mischung aus mythologischen und religiösen Anspielungen, Elementen von der griechischen Mythologie bis in die Gegenwart und neueren Requisiten nie die Illusion von den frühen 1970er Jahren. Bruce LaBruce und der Filmeditor Hubert Hayaud wechselten dabei zwischen Orten und Zeitlinien hin und her, ohne jedoch den Zuschauer jemals zu verlieren, und insgesamt mache dieser B-Movie Spaß und rege gleichzeitig den Intellekt an.

### Auszeichnungen
Filmfest München 2021
- Nominierung im Wettbewerb CineMasters

Internationale Filmfestspiele von Venedig 2020
- Nominierung in der Sektion Giornate degli Autori[4]

Sitges Film Festival 2020
- Nominierung als Bester Film für den New Visions Award (Bruce LaBruce)[20]